# Destroy Lonely

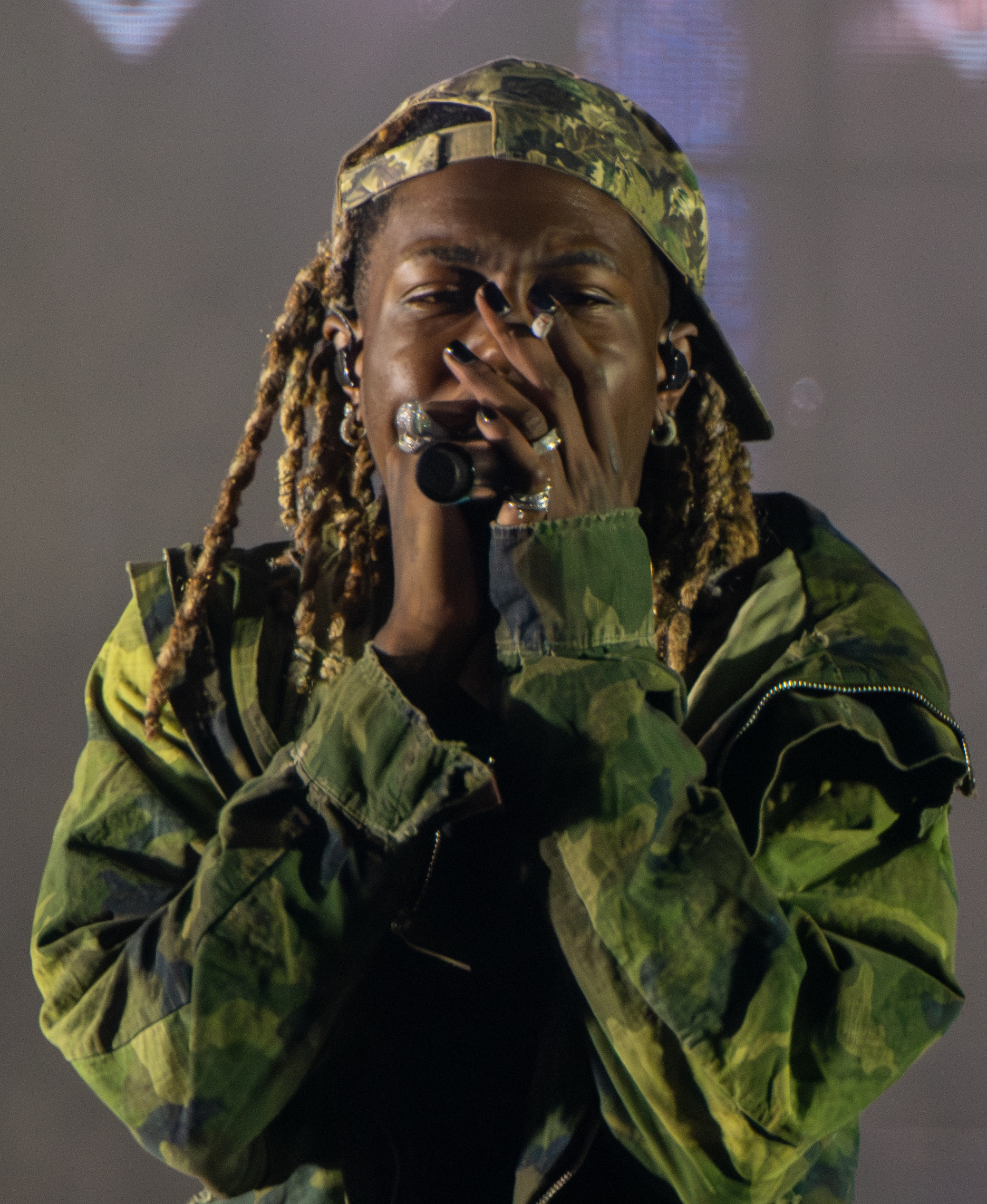
Destroy Lonely (2024)

Destroy Lonely (* 30. Juli 2001; bürgerlich Bobby Wardell Sandimanie III) ist ein US-amerikanischer Rapper und Singer-Songwriter aus Atlanta, Georgia.

## Leben und Karriere
Sein Debüt-Studioalbum If Looks Could Kill (2023) erreichte Platz 18 der Billboard 200. Zuvor war mit seinem fünften Mixtape No Stylist (2022) sein erster Charteinstieg auf Platz 91 zu verzeichnen.
Destroy Lonely unterschrieb Anfang 2021 bei Playboi Cartis Plattenlabel Opium, einem Imprint von Interscope Records, zu dem auch der Rapper Ken Carson und das Künstlerduo Homixide Gang gehören. Das Rolling Stone Magazin beschreibt ihn als charakteristisch für seine „dynamische und doch dröhnende“ Instrumentalbegleitung und seine einzigartige Ästhetik bei Auftritten, die aus dunkler Kleidung und Markenklamotten besteht.

## Diskografie

### Studioalben
- 2023: If Looks Could Kill
- 2024: Love Lasts Forever

### Mixtapes
- 2019: Darkhorse
- 2020: Underworld
- 2020: ᐸ/3
- 2020: Overseas
- 2022: No Stylist

### Singles (Auswahl)
- 2022: No Stylist (US: Gold)
- 2023: If Looks Could Kill (US: Gold)

## Auszeichnungen für Musikverkäufe
| Goldene Schallplatte - Polen - 2024: für die Single If Looks Could Kill |

Anmerkung: Auszeichnungen in Ländern aus den Charttabellen bzw. Chartboxen sind in ebendiesen zu finden.
| Land/RegionAuszeichnungen für Musikverkäufe (Land/Region, Auszeichnungen, Verkäufe, Quellen) | Gold     | Platin | Verkäufe  | Quellen  |
| -------------------------------------------------------------------------------------------- | -------- | ------ | --------- | -------- |
| Polen (ZPAV)                                                                                 | Gold1    | —      | 25.000    | olis.pl  |
| Vereinigte Staaten (RIAA)                                                                    | 2× Gold2 | —      | 1.000.000 | riaa.com |
| Insgesamt                                                                                    | 3× Gold3 | —      |           |          |